# Игенче (Муслюмовский район)
Игенче — поселок в Муслюмовском районе Татарстана. Входит в состав Тойгильдинского сельского поселения.

## География
Находится в восточной части Татарстана на расстоянии приблизительно 10 км на запад по прямой от районного центра села Муслюмово у речки Мелля.

## История
Основан в 1930-х годах как посёлок отделения совхоза «Овцевод».

## Население
Постоянных жителей было: в 1938 — 98, в 1949 — 92, в 1958—201, в 1970—246, в 1979—197, в 1989—195, 189 в 2002 году (татары 99 %), 176 в 2010.